# Ryś (parowóz)
Ryś (seria PKP T49) – parowóz wąskotorowy, tendrzak, produkowany w Polsce od 1946 roku, przeznaczony do pracy głównie na kolejach leśnych i przemysłowych, o rozstawie szyn 600/750/785 mm. Była to wersja niemieckiego parowozu Riesa.

## Historia
Pierwowzorem parowozów Ryś były niemieckie przemysłowe parowozy wąskotorowe Riesa, konstrukcji zakładów Henschel, przeznaczone do poruszania się po torze o szerokości 600 mm, których 57 sztuk zbudowano w zakładach Fablok w Chrzanowie na zlecenie niemieckie w latach 1940–1941 (podczas okupacji Polski zakłady Fablok zostały włączone w skład koncernu Henschel). Po II wojnie światowej od 1946 roku zakłady w Chrzanowie wznowiły produkcję tych lokomotyw na potrzeby polskiego przemysłu pod spolszczoną fonetycznie nazwą Ryś. Podstawową wersją był parowóz na tor szerokości 600 mm, ale opracowano także wersje na inne szerokości toru, od 750 do 785 mm. Między innymi, na tor 750 mm zbudowano ok. 40 parowozów.
5 lokomotyw z kotłem nowszej wersji, na tor szerokości 600 mm, służyło na PKP pod oznaczeniem T49.
Niewielką liczbę lokomotyw, w nieco zmienionych wersjach, wyeksportowano. Pierwszym powojennym zamówieniem zagranicznym na polskie lokomotywy był kontrakt w 1947 roku na 10 lokomotyw Ryś dla Jugosławii (tor 760 mm, miały one doczepny tender dwuosiowy i były przystosowane do opalania niskokalorycznym lignitem). W 1950 niewielką partię lokomotyw sprzedano do Rumunii (tor 750 mm). Polskim rozwinięciem parowozu Ryś i jego następcą, zbliżonym konstrukcyjnie, lecz powiększonym o trzecią oś napędną, był parowóz Las.
W Polsce zachowało się 6 lokomotyw na tor 750 mm, 3 na tor 600 mm i 2 na tor 785 mm. Od 17 grudnia 2021 czynny parowóz typu Ryś, o numerze fabrycznym 2002 z 1950 r, na tor 785mm,  stacjonuje w lokomotywowni Bytom Karb Wąskotorowy. Zachowało się także 5 nieczynnych lokomotyw Riesa, w tym dwie produkcji Fabloku. Lokomotywy Ryś, sprzedane tam w latach 1976–1981, jeżdżą natomiast jeszcze w Niemczech (T49–115) i Szwecji (T49–111).

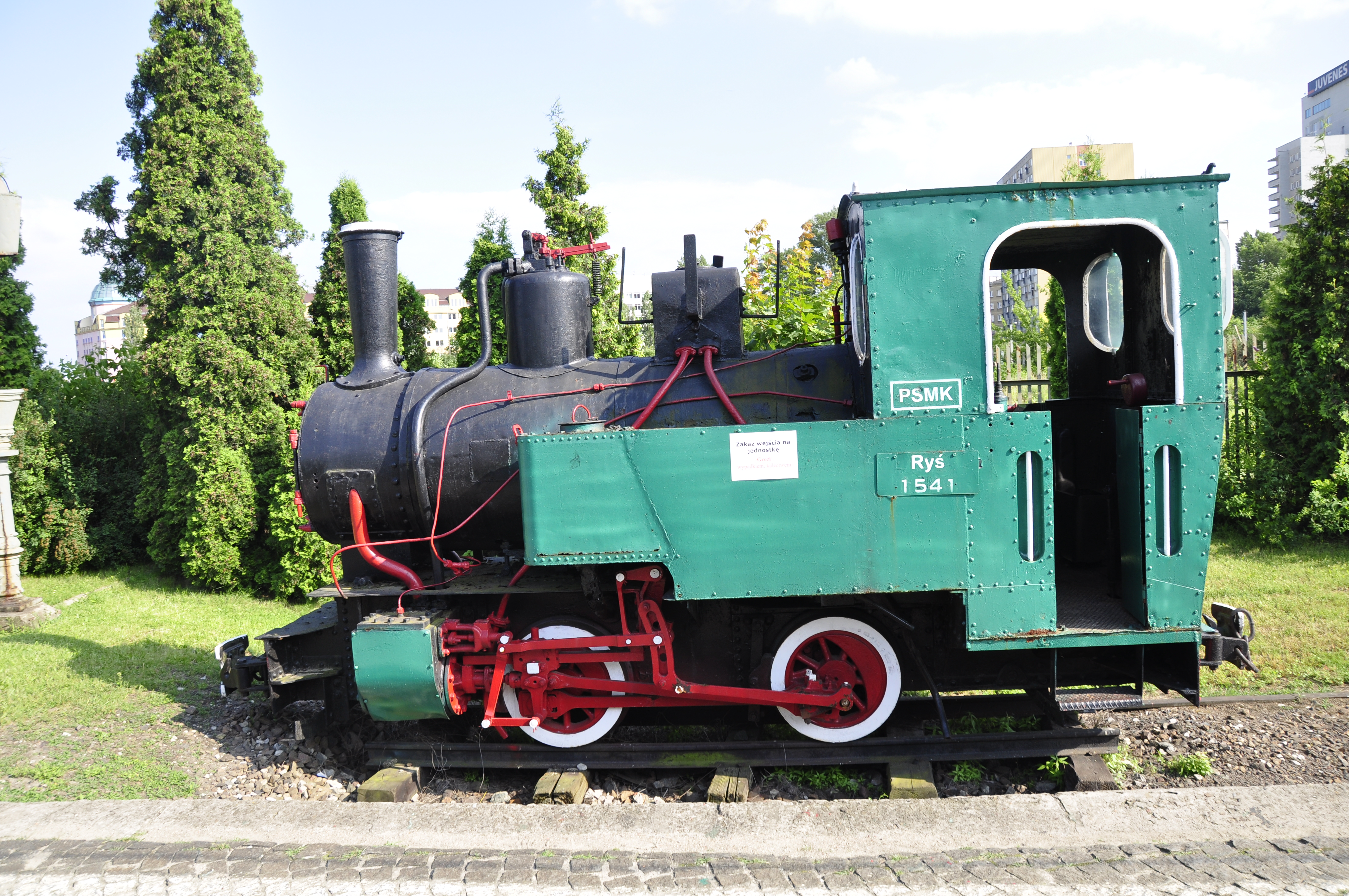
Widok z boku

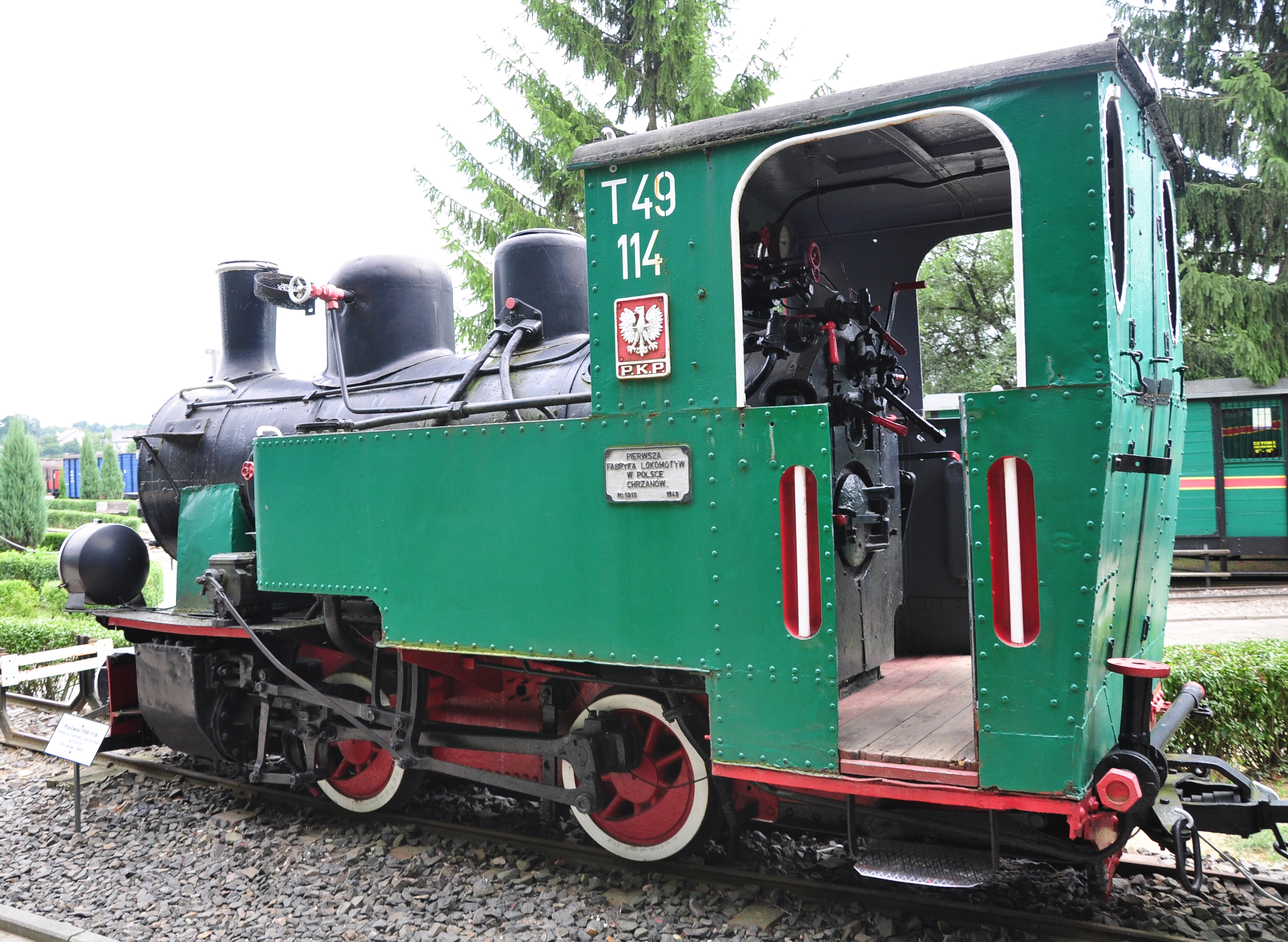
Ryś (T49–114) w skansenie w Wenecji

## Opis
Wąskotorowy tendrzak o układzie osi B, z silnikami bliźniaczymi na parę nasyconą (Bn2t). Budka maszynisty była otwarta po bokach i miała drzwi w bocznych i tylnej ścianie. Parowóz w skrzyniach po bokach kotła i zbiorniku wewnątrz ostoi przewoził 0,5 t węgla i 0,8 m³ wody. Mógł być także użytkowany z doczepnym dwuosiowym tendrem (1,5 t węgla i 2,5 m³ wody). Kocioł ze stojakiem półpromienistym i stalową skrzynią ogniową. Na kotle umieszczony zbieralnik pary i piasecznica o napędzie ręcznym. Początkowo stosowano kotły jak w parowozie Riesa, z dość wysokim zbieralnikiem pary, z zewnętrzną przepustnicą pary z zewnętrznymi napędem i rurami parowlotowymi, budowane w Sosnowieckiej Fabryce Kotłów. Od 1948 stosowano kotły zmodernizowane, z niższym zbieralnikiem pary i wewnętrzną przepustnicą z wewnętrznymi napędem i rurami. Kotły te budowano w Toruńskiej Fabryce Kotłów lub Warszawskich Zakładach Urządzeń Przemysłowych. Zasilanie w wodę za pomocą dwóch inżektorów Friedmanna.
Ostoja z blach grubości 10 mm, podparta w czterech punktach. Usprężynowanie osi górne, z trzema punktami podparcia. Parowóz mógł pokonywać łuki o promieniu 18 m.
Bliźniacze silniki parowe z suwakami płaskimi. Mechanizm napędowy napędzał drugą oś. Mechanizm parorozdzielczy Heusingera. Hamulec ręczny dźwigniowy na obie osie, przerabiany często podczas eksploatacji na parowy.

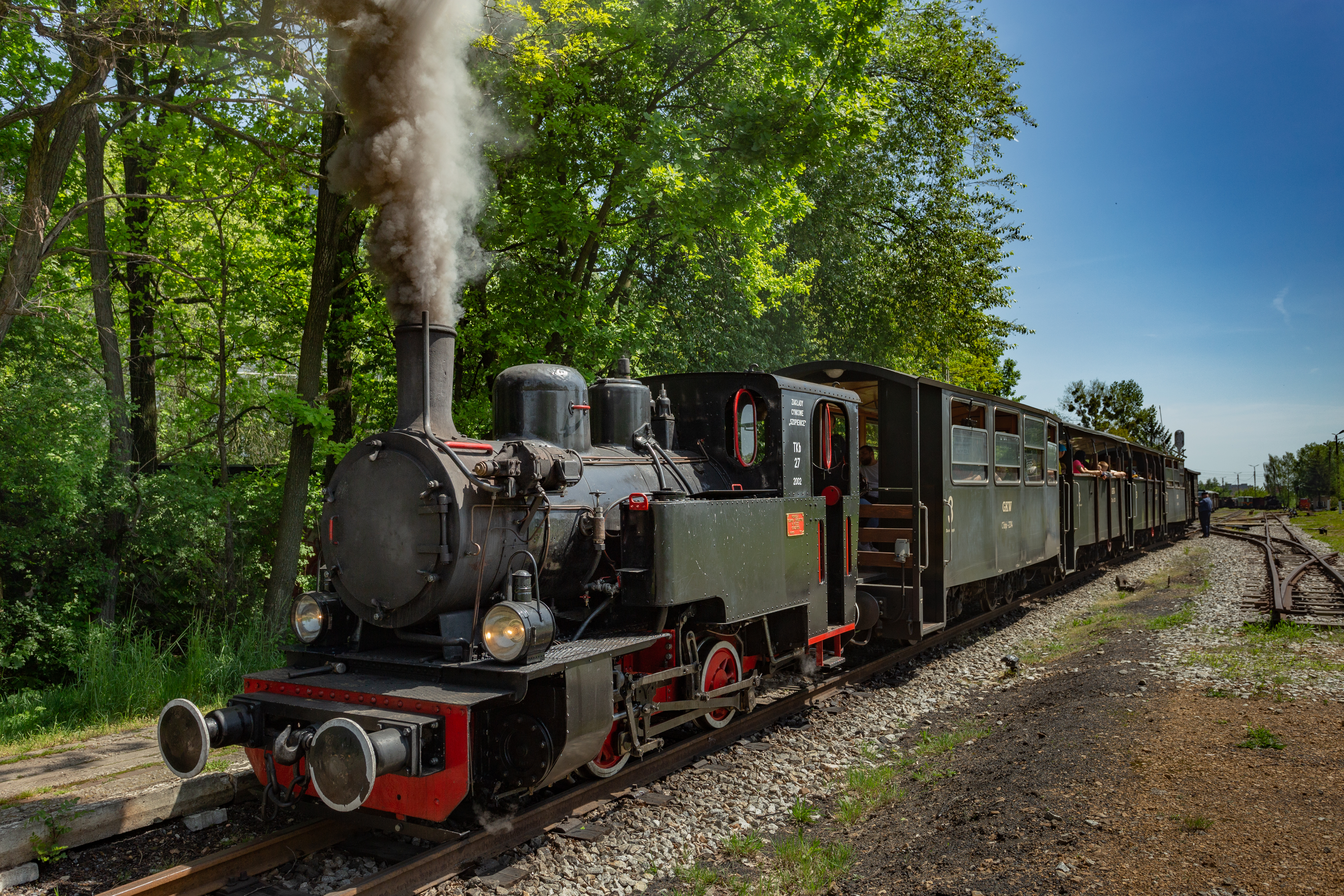
TKb 27 pod parą w Bytomiu